# 巨目裳蛾
巨目裳蛾（学名：Erebus macrops），舊稱卷裳目夜蛾或捲裳魔目夜蛾，是鱗翅目裳蛾科目夜蛾屬的一种，分布於非洲和亚洲的亚热带地区。翅展长超过12厘米，幼虫以金合欢属和榼藤子属植物为食。